# Substituent

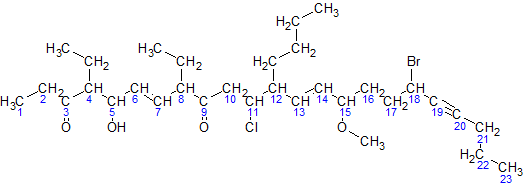
Formula de structură a compusului 18-bromo-12-butil-11-cloro-4,8-dietil-5-hidroxi-15-metoxi-6,13-dien-19-in-3,9-dionă-tricosan, observându-se catena principală cu cei 23 de atomi de carbon.

În chimia organică și în biochimie, un substituent este un atom sau o grupare de atomi care ia locul sau „substituie” un atom de hidrogen din catena principală a unei hidrocarburi. Termenii substituent, catenă laterală, grupă sau ramificație sunt folosite pentru a descrie ramificațiile unei catene principale,  deși sunt făcute unele distincții în contextul chimiei polimerilor. 
Sufixul il este folosit la numirea compușilor organici care conțin un substituent cu legătură simplă, iar ilen / iliden și ilin / ilidin pentru cei cu legătură dublă și respectiv triplă.

## Substituenții metanului
Un atom de carbon dintr-o moleculă, considerat a fi un substituent, poate avea următoarele denumiri, în funcție de numărul legăturilor de hidrogen legați de acesta și de tipul legăturilor formate:
| CH 4   | metan                 | nicio legătură                           |
| −CH 3  | metil                 | o singură legătură cu substituent        |
| =CH 2  | metilen sau metiliden | o legătură dublă                         |
| −CH 2− | punte de metilen      | două legături simple                     |
| ≡CH    | metilidin             | o legătură triplă                        |
| =CH−   | metin                 | o legătură simplă și o legătură dublă    |
| >CH−   | metanetril            | trei legături simple                     |
| ≡C−    | metililidin           | o legătură triplă și o legătură simplă   |
| =C=    | metanediiliden        | două legături duble                      |
| >C=    | metanediililiden      | două legături simple și o legătură dublă |
| >C<    | metanetetrail         | patru legături simple                    |